# Luau (festa)
Luau o Lūʻau è una festa hawaiana che si festeggia di domenica, e a volte, anche di sabato, in cui si canta, si balla e si svolgono attività tipiche delle isole Hawaii.
La festa, che si svolge all'aperto, avviene con la presenza di alberi e una vasca di kokonuti.

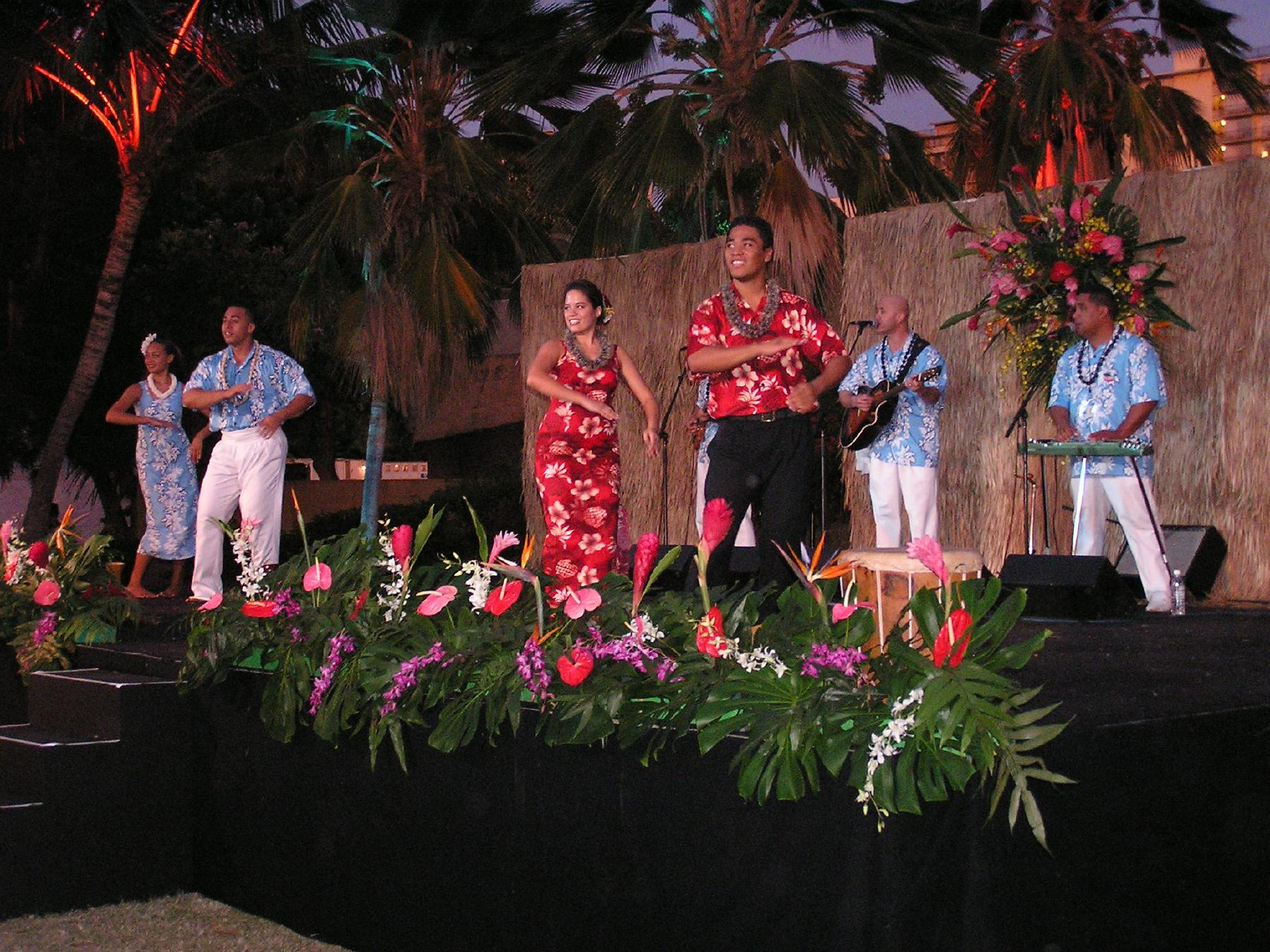
Persone che festeggiano

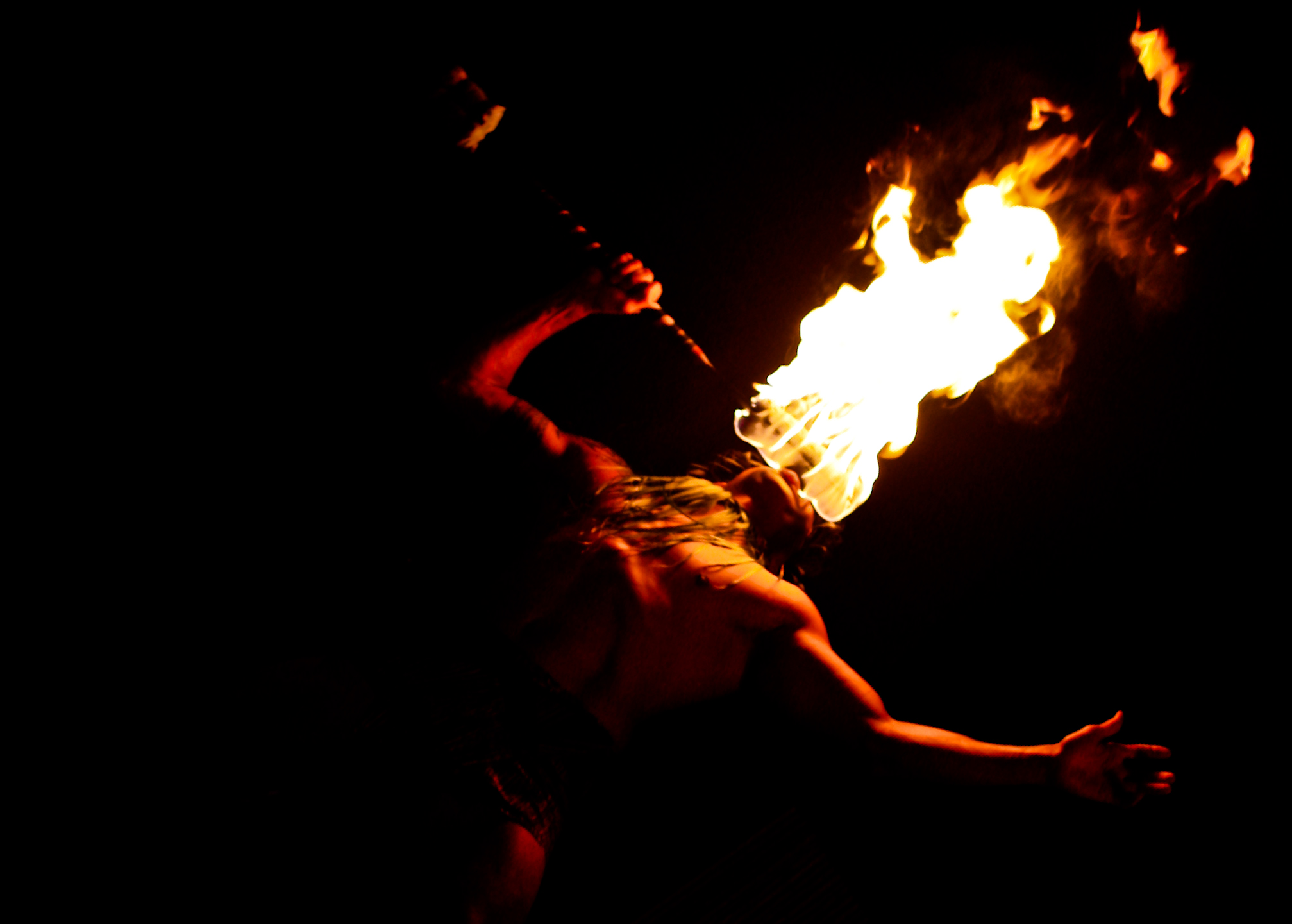
Sputafuoco